# Нидернвёрен
Нидернвёрен (нем. Niedernwöhren) — община в Германии, в земле Нижняя Саксония.
Входит в состав района Шаумбург. Подчиняется управлению Нидернвёрен. Население составляет 1985 человек (на 31 декабря 2010 года). Занимает площадь 11,06 км².
| Год  | Население |
| ---- | --------- |
| 1990 | 1701      |
| 1995 | 1766      |
| 2000 | 1937      |
| 2005 | 2036      |
| 2010 | 2001      |